# خطوط داروين الجوية
طيران داروين
هي شركة طيران إقليمية مكتبها الرئيسي في مطار لوغانو في لوغانو، سويسرا (تعمل تحت العلامة التجارية للاتحاد للطيران الإقليمي من مارس 2014)
تأسست سنة 2003.